# 浜倉的商店製作所
株式会社浜倉的商店製作所（はまくらてきしょうてんせいさくしょ、英: HAMAKURA-STYLE Store Production Inc.）は、東京都中央区銀座に本社を置く日本の外食企業。
「浜焼酒場」「産直飲食店」「ネオ横丁」等、飲食業界で全国的ブームとなった業態パイオニア企業として、東京都・埼玉県・千葉県・グアムに展開する。単体飲食店の他、小規模飲食店の集合体(恵比寿横丁、渋谷横丁、有楽町産直横丁等)を環境からプロデュースする事業展開を特徴とする。

## 概要
2005年、創業者で現社長の浜倉好宣が鮮魚店主からの依頼を受け、街の鮮魚店再生プロジェクト「オヤジと娘の浜焼酒場 深川 山憲」をプロデュース。続いて、2007年にプロデュースした「赤羽 トロ函」が大ヒットし、全国的な浜焼酒場ブームに。その功績が認められ、外食産業記者会が選ぶ外食アワード2009年「中間流通・外食支援事業者部門」受賞
2008年、渋谷区恵比寿の公設市場「山下ショッピングセンター」跡地を昭和の酒場街に再生した「恵比寿横丁」を総合プロデュース。プロデューサーとしてだけでなく横丁内に自らも3店舗を出店し、株式会社浜倉的商店製作所設立。
2010年、「生産者を都心飲食店からスターに」をテーマに生産者・飲食店・消費者を繋いだ「有楽町産直飲食街（現・有楽町産直横丁）」を有楽町駅高架下にオープン。
2020年、渋谷「RAYARD MIYASHITA PARK」内、全長約100ｍ（約1000m2）に全19店舗（直営）が軒を連ねた「渋谷横丁」をオープン。コロナ禍にあっても外食の楽しさを再確認させ、多くの外食従事者を勇気づけたとして同年の外食アワード「外食事業者部門賞」受賞。
2021年、大宮駅北改札内「エキュート大宮ノース」に全国各地のソウルフードを集結させた「全国ご当地グルメコート-大宮横丁-」をオープン。
2022年、飲食とエンターテインメントを融合させた全17店舗の立体横丁「龍乃都飲食街-新宿東口横丁-」をオープン。
2023年4月、新設される国内最大級の総合エンターテインメントビル「東急歌舞伎町タワー」2Fのメインフロアに次世代エンターテインメントフードホール「新宿カブキHALL」をオープン。

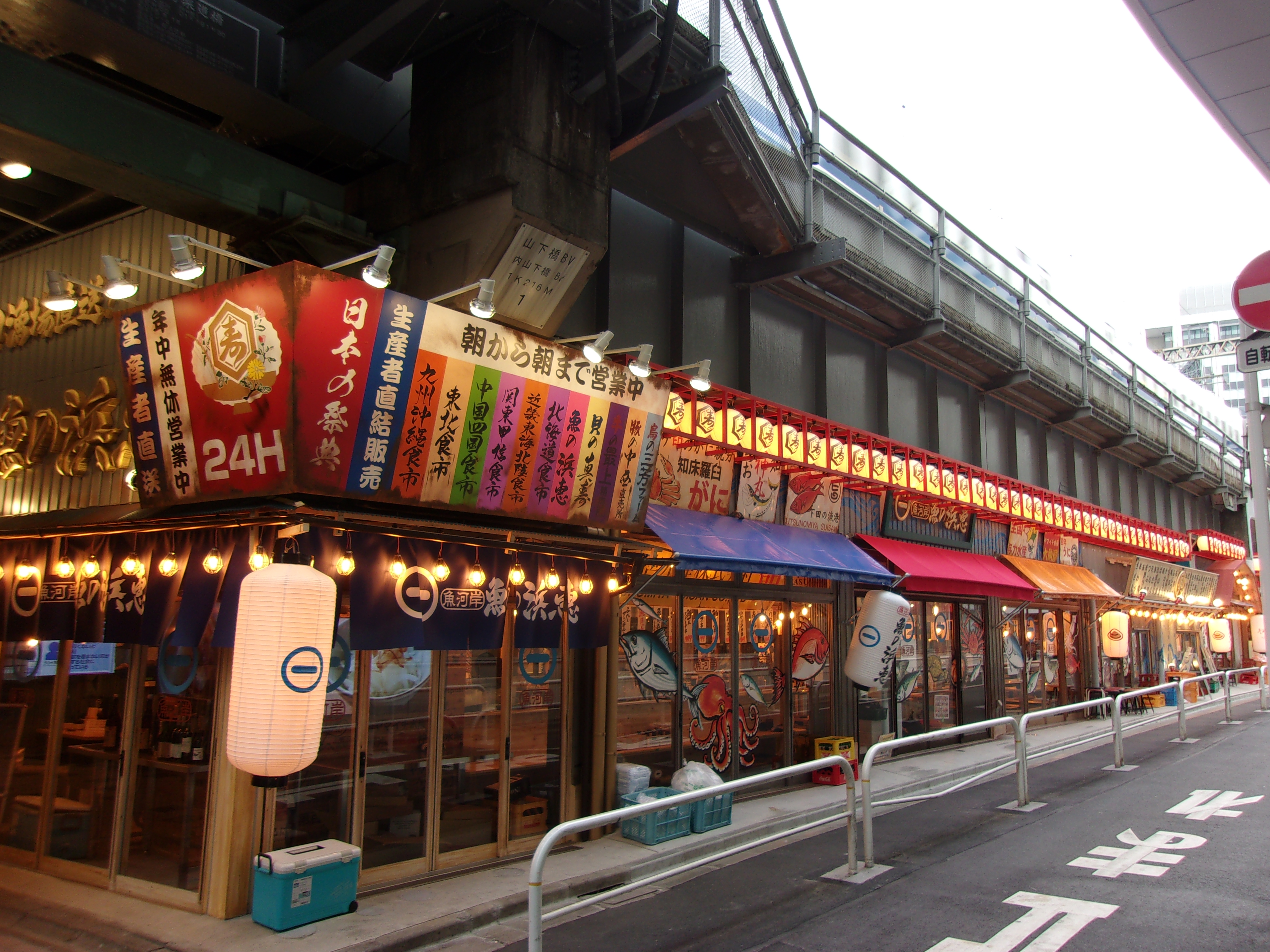
有楽町産直横丁
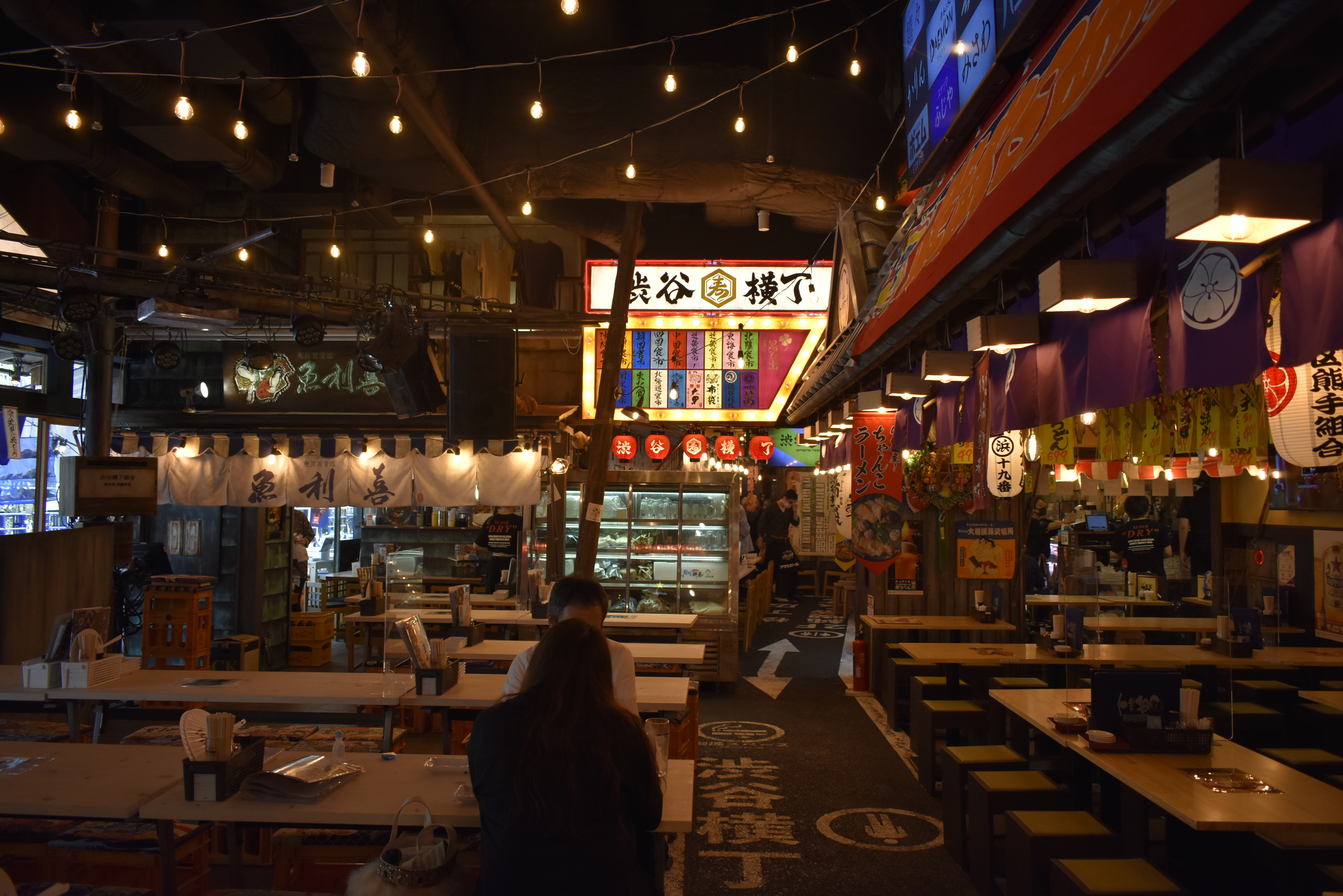
渋谷横丁
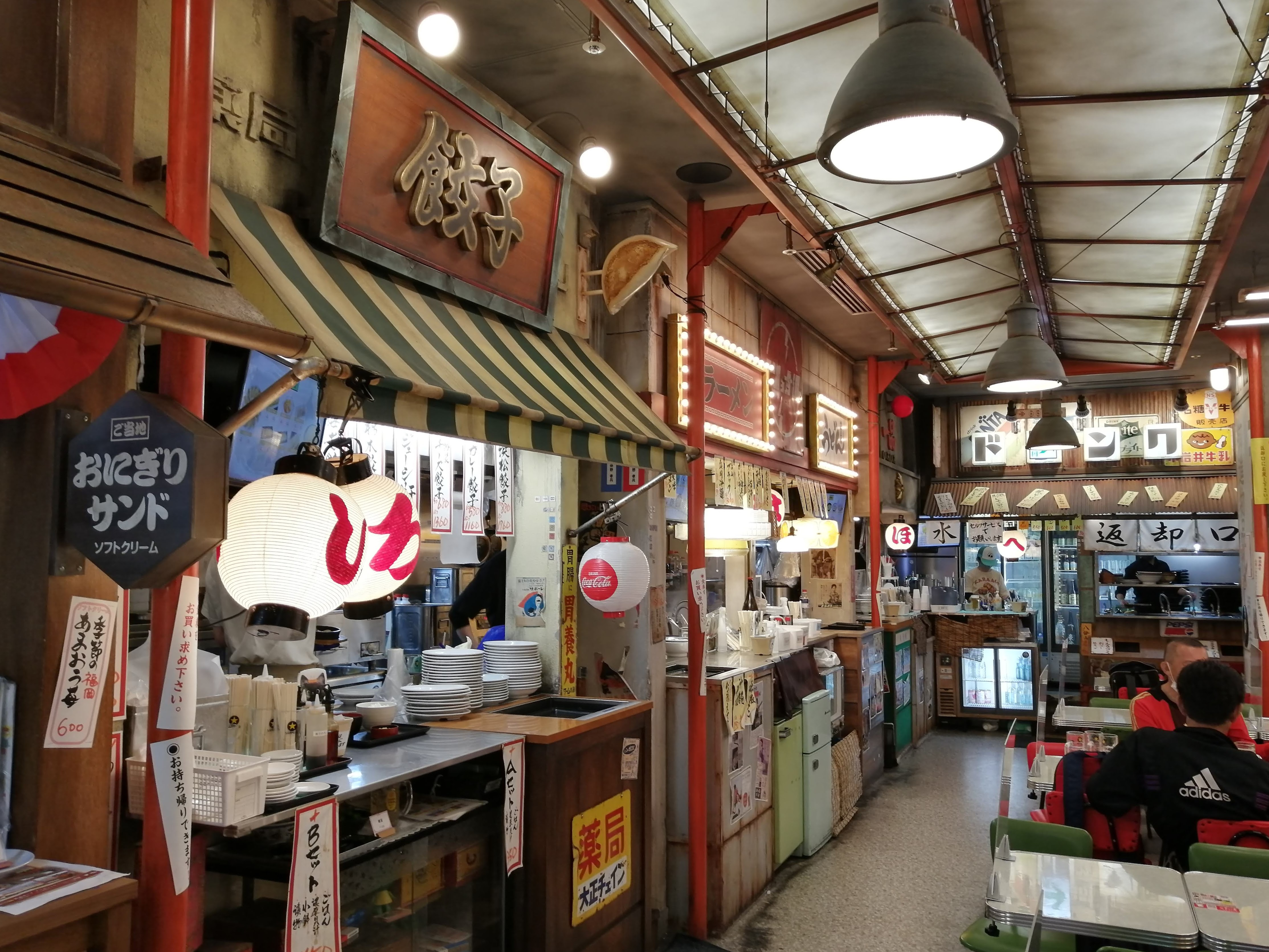
大宮横丁